# Судебный пристав в России

Эмблема Федеральной службы судебных приставов Российской Федерации

Суде́бный при́став (судебный исполнитель) — должностное лицо, осуществляющее принудительное исполнение судебных решений и постановлений.
В России судебные приставы — должностные лица — государственные служащие Российской Федерации, на которых Федеральным законом № 118 «Об органах принудительного исполнения» возлагаются задачи по обеспечению установленного порядка деятельности судов, по исполнению судебных актов, актов других органов и должностных лиц, а также по осуществлению правоприменительных функций и функций по контролю и надзору в установленной сфере деятельности.

## История судебных приставов России
Первое упоминание о судебных приставах датировано в документах времен Новгородской феодальной республики (1136—1478 г.).
В Новгороде и Пскове судебные приставы призывались на должность князем или городским вече и обладали довольно широкими полномочиями: «а почнет [кто] хорониться от приставов, ино его казнить всим Великим Новымгородом», говорится в Новгородской судной грамоте (XV век).
В Московском государстве приставы, как лица судебного ведомства, упоминаются в Суднике (Судебниках) 1497—1550 г., в частности, в вошедшем в него тексте «Указе о уезду». Тогда исполнением занимались отроки, мечники, приставы, подвойских судных грамот и Княжеского суда (княжеские слуги). Как олицетворение эффективно действующей государственной власти пристав был фигурой высокого по уровню статуса, влиятельной и популярной.
Соборным уложением 1649 года приставу были предоставлены широкие полномочия. Он — должностное лицо приказа: доставляет повестки о вызове в суд, осуществляет привод ответчика, участвует в выемке вещественных доказательств у обвиняемых, сторожит преступников, с которых взыскивались убытки, причиненные противоправным поведением. В случае бегства грабителя имущественная ответственность возлагалась на пристава, не обеспечившего охрану задержанного.
За ненадлежащее исполнение обязанностей пристав подлежал дисциплинарной (отстранение от должности, увольнение со службы), уголовной (битье батогами и кнутом) и материальной (возмещение вреда) ответственности.
В XVIII веке должность и функции судебного пристава были упразднены и перешли в ведение полиции. Однако сотрудники этого ведомства не были материально заинтересованы в обеспечении явки в суд приглашенных лиц. Исполнение приговоров суда порой затягивалось на годы.
Решение к возврату института судебных приставов было принято в ходе подготовки судебной реформы. 20 ноября 1864 года император Александр II утвердил ряд документов: «Учреждение судебных установлений», «Устав о наказаниях, налагаемых мировым судьёй», «Устав уголовного производства», «Устав гражданского производства». В обязанности судебного пристава в этот период входили сопровождение присяжного заседателя при выходе из зала суда, допуск публики на судебное заседание по билетам, количество которых определялось председателем суда (выдавались они также судебным приставом).
Перед открытием судебного заседания судебный пристав докладывал председательствующему о готовности, объявлял присутствующим о входе судьи и присяжных в зал судебного заседания. Судебный пристав предлагал всем встать и неотлучно присутствовал в зале в течение всего судебного разбирательства, наблюдая за порядком и тишиной в зале суда, а по письменному приказу — заключал под стражу лиц, нарушающих порядок.
В соответствии с «Учреждением судебных установлений» судебными приставами не могли быть лица, «не достигшие двадцати одного года, иностранцы, лица, подвергшиеся, судебным приговорам, лишению или ограничению прав состояния, состоящие под следствием за преступления и проступки, влекущие за собой лишение прав состояния, исключенные из службы по суду». Судебные приставы приступали к исполнению своих обязанностей только после удостоверения их в «благонадежной нравственности» и способностях кандидата к государственной службе. В связи с особой значимостью этой должности кандидат в судебные приставы приводился к присяге духовным лицом в большом зале судебного собрания либо Сената, в присутствии членов суда или Сената. Поступившим на службу приставам выдавалось Свидетельство о вступлении его в должность с указанием местности, назначенной ему для жительства. Кроме этого выдавались особый знак и особая печать.
Судебные приставы, наделенные особыми правами, имели некоторые преимущества перед чиновниками других ведомств. За сопротивление при исполнении судебных постановлений, других распоряжений властей, а также иных законных действий судебных приставов виновные лица наказывались лишением всех прав состояния и ссылкой на каторжные работы на срок от 4 до 6 лет, ссылкой в Сибирь на поселение, отдачей в арестантские роты и т. п.
По Уставу о гражданской службе судебный пристав производился в классный чин, если по месту его работы удостоверялось исправное выполнение им своих обязанностей. Все производство проходило через Министерство юстиции, и получивший классный чин судебный пристав должен был носить форму этого министерства. В 1864—1917 г. судебные приставы носили при парадной и праздничной форме однобортный полукафтан чёрного с зелёным отливом сукна, застёгивающийся на 9 золотых пуговиц с изображением «столпа закона» (сенатского чекана), чёрные с зелёным отливом брюки и чёрную двухпольную шляпу с шитьём по классам. Впоследствии при обыкновенной, будничной и парадной форме приставы носили двубортный сюртук, застёгивающийся на четыре золотые с ободком пуговицы с изображением сенатского чекана, брюки, белый жилет, треугольную шляпу, шпагу гражданского образца, черный галстук, завязывающийся бантом, белые замшевые перчатки, ордена и знаки отличия по чинам. Головным убором служила фуражка чёрного с зелёным отливом сукна и бархатным тёмно-зелёного цвета. На тулье — кокарда гражданского образца, под которой на околыше находился золочёный знак судебного ведомства. Шпага по образцу, положенному для чиновников, с серебряным темляком и кистью полагалось носить при сюртуке или кителе обязательно во всех случаях, кроме занятий в стенах канцелярии.
В целом законодательство о правовом статусе судебных приставов Российской империи было одним из самых разработанных в Европе второй половины XIX века. Факт жизненной необходимости института судебных приставов был отмечен при обсуждении и одобрении Государственной Думой Закона о преобразовании местного суда в 1912 году.
Институт судебных приставов как система обеспечения судебной власти просуществовал до начала XX века и был упразднен Декретом Совета Народных Комиссаров № 1 от 24 ноября 1917 года одновременно с ликвидацией прежней судебной системы, распустившим все судебные и государственные органы Российской системы.
В советский период функции судебных приставов были возложены на судебных исполнителей, состоящих в штатах судов. На протяжении 80 лет в Российской Федерации функции обеспечения порядка в зале судебного заседания и принудительной доставки в суд участников судебного процесса возлагаются на советскую милицию. И только в четырех бывших союзных республиках (Азербайджане, Армении, Грузии, Литве) уголовно-процессуальное законодательство предусматривало такого участника процесса, как судебный комендант (распорядитель), основной задачей которого было обеспечение порядка в зале судебного заседания.
С распадом СССР ситуация фактически не изменилась. Закон РСФСР «О милиции», принятый 18 апреля 1991 года, к обязанностям милиции общественной безопасности отнес исполнение в пределах своей компетенции определений судов и постановлений судей о приводе лиц, уклоняющихся от явки по вызову, оказание содействия судебным органам в производстве отдельных процессуальных действий.
Возрождение службы судебных приставов в современной России относится к 1997 году с принятием Федеральных законов № 118-ФЗ от 21.07.1997 г. «О судебных приставах» и № 119-ФЗ от 21.07.1997 г. «Об исполнительном производстве».

## Задачи и полномочия судебных приставов в России

Наплечные знаки классных чинов Федеральной службы судебных приставов (ныне отменены)

В своей работе судебные приставы Российской Федерации руководствуются Федеральным законом от 21 июля 1997 года № 118-ФЗ «О судебных приставах» (с изменениями и дополнениями) и Федеральным законом от 21 июля 1997 года № 119-ФЗ «Об исполнительном производстве» (с изменениями и дополнениями).
В настоящее время судебные приставы являются работниками Федеральной службы судебных приставов России (ФССП России) в соответствии с Указами Президента Российской Федерации от 09.03.2004 № 314 «О системе и структуре федеральных органов исполнительной власти», от 13.10.2004 № 1313 «Вопросы Министерства юстиции Российской Федерации», от 13.10.2004 № 1316 «Вопросы Федеральной службы судебных приставов».
Судебные приставы в зависимости от исполняемых ими обязанностей подразделяются на:
- судебных приставов по обеспечению установленного порядка деятельности судов (судебных приставов по ОУПДС);
- судебных приставов-исполнителей, исполняющих судебные акты и акты других органов.

На судебных приставов возлагаются задачи по обеспечению установленного порядка деятельности Конституционного Суда Российской Федерации, Верховного Суда Российской Федерации, судов общей юрисдикции и арбитражных судов, а также по исполнению судебных актов и актов других органов, предусмотренных законодательством Российской Федерации об исполнительном производстве.
Судебный пристав в соответствии с действующим законодательством Российской Федерации осуществляет следующие полномочия:
- обеспечивает установленный порядок деятельности судов, охрану зданий и помещений судов, а также пропускной режим в зданиях и помещениях судов;
- осуществляет исполнительное производство по принудительному исполнению судебных актов и актов других органов;
- применяет меры принудительного исполнения и иные меры на основании соответствующего исполнительного документа;
- организует:
  - хранение и принудительную реализацию арестованного и изъятого имущества;
  - розыск должника, его имущества, розыск ребёнка, в том числе во взаимодействии с органами и организациями в соответствии с их компетенцией;
  - участие судебных приставов-исполнителей в исполнении решений комиссий по трудовым спорам;
- осуществляет дознание по уголовным делам и производство по делам об административных правонарушениях в пределах своей компетенции;
- формирует и ведёт банки данных, содержащие сведения, необходимые для выполнения задач, возложенных на судебных приставов;
- осуществляет иные функции в установленной сфере деятельности.

Судебный пристав является должностным лицом, состоящим на государственной службе.
Судебным приставом может быть гражданин Российской Федерации, достигший возраста 21 года, имеющий среднее (полное) общее или среднее профессиональное образование (для заместителя начальника отдела - заместителя старшего судебного пристава, а также для начальника отдела - старшего судебного пристава — высшее юридическое образование, с 01.12.2014 года для судебного пристава-исполнителя - высшее юридическое или высшее экономическое образование), способный по своим деловым и личным качествам, а также по состоянию здоровья исполнять возложенные на него обязанности.
С 1 февраля 2008 г. вступила в силу новая редакция Федерального закона «Об исполнительном производстве» от 02.10.2007 № 229-ФЗ.
С 22 июля 2009 г. вступила в силу новая редакция Федерального закона «О судебных приставах» от 21 июля 1997 г. № 118-ФЗ (изменения внесены 194-ФЗ).
С 1 января 2012 г. судебные приставы получили возможность доступа к банковским счетам должников.

## Нагрудный служебный знак судебного пристава России
25 апреля 2008 года в целях совершенствования деятельности судебных приставов и идентификации их при исполнении служебных обязанностей был учреждён нагрудный служебный знак судебного пристава, являющийся официальным знаком ФССП России и подтверждающий нахождение судебного пристава при исполнении служебных обязанностей (Приказ Федеральной службы судебных приставов Российской Федерации от 25 апреля 2008 года № 243 «Об учреждении нагрудного служебного знака судебного пристава»). В Приложении № 2 к данному приказу имеется подробное описание нагрудного служебного знака судебного пристава.
Согласно описанию знак представляет собой фигурный щит, изготовленный из латуни, с наложенными на него рифлёными лучами с лентами, круглым медальоном с двуглавым орлом, лентой с серией и номером, а также надписью в две строки «ФССП РОССИИ». На оборотной стороне знака располагаются штамп завода-изготовителя и булавка для крепления знака к одежде. Размеры знака: высота — 80 мм, ширина — 65 мм.
Каждый нагрудный знак является персональным, имеет серию и номер. Так, знаки серии «ОП» предназначены для судебных приставов по обеспечению установленного порядка деятельности судов (по ОУПДС), а знаки серии «ИС» — для судебных приставов-исполнителей. Знак должен размещаться на левой стороне груди форменной одежды или гражданского костюма судебного пристава.
Все поступившие и выданные знаки подлежат обязательному учёту кадровыми службами территориальных органов ФССП России в специальных книгах учёта.

## Профессиональный праздник
Ежегодно 1 ноября, начиная с 2009 года, отмечается День судебного пристава Российской Федерации в соответствии с Указом Президента Российской Федерации Д. Медведева от 8 сентября 2009 года № 1019 «Об установлении Дня судебного пристава».